# Morbid Tales
Morbid Tales é o primeiro álbum de estúdio da banda de metal extremo suíça Celtic Frost.
O disco foi uma das maiores influências para o desenvolvimento do black metal e death metal: continha elementos que foram adotados pelas bandas de ambos os gêneros, como o até então inédito e famoso vocal gutural e também o corpse paint usado pelos integrantes. Originalmente, Morbid Tales foi lançado como EP na Europa, mas nos Estados Unidos ganhou mais duas faixas e saiu como LP pela Metal Blade.
Morbid Tales entrou na lista dos "50 maiores álbuns de metal extremo" feita pelo site Metal-Rules. Num documentário, Fenriz, da banda Darkthrone, diz que  Morbid Tales foi uma  de suas principais inspirações de riffs para a gravação do disco Panzerfaust.

## Faixas
Todas as faixas foram escritas por Ain e Warrior, exceto as anotadas.

### Versão europeia
| N.º | Título                           | Duração |  |
| 1.  | "Into the Crypts of Rays"        | 4:46    |  |
| 2.  | "Visions of Mortality" (Warrior) | 4:49    |  |
| 3.  | "Procreation (Of the Wicked)"    | 4:02    |  |
| 4.  | "Return to the Eve"              | 4:05    |  |
| 5.  | "Danse Macabre"                  | 3:51    |  |
| 6.  | "Nocturnal Fear"                 | 3:35    |  |

### Versão americana
| N.º | Título                           | Duração |  |
| 1.  | "Into the Crypts of Rays"        | 3:39    |  |
| 2.  | "Visions of Mortality" (Warrior) | 4:49    |  |
| 3.  | "Dethroned Emperor" (Warrior)    | 4:37    |  |
| 4.  | "Morbid Tales"                   | 3:29    |  |
| 5.  | "Procreation (Of the Wicked)"    | 4:04    |  |
| 6.  | "Return to the Eve"              | 4:07    |  |
| 7.  | "Danse Macabre"                  | 3:52    |  |
| 8.  | "Nocturnal Fear"                 | 3:36    |  |

| Versão remasterizada de 1999 | |         |  |
| N.º                          | Título | Duração |  |
| 1.                           | "Human (intro)" (Introdução de "Into the Crypts of Rays"; originalmente era apenas uma faixa, mas a reedição do CD a dividiu em duas) | 0:41    |  |
| 2.                           | "Into the Crypts of Rays" | 3:39    |  |
| 3.                           | "Visions of Mortality" | 4:49    |  |
| 4.                           | "Dethroned Emperor" (faixa extra) | 4:37    |  |
| 5.                           | "Morbid Tales" (faixa extra) | 3:29    |  |
| 6.                           | "Procreation (Of the Wicked)" | 4:04    |  |
| 7.                           | "Return to the Eve" | 4:07    |  |
| 8.                           | "Danse Macabre" | 3:51    |  |
| 9.                           | "Nocturnal Fear" | 3:36    |  |
| 10.                          | "Circle of the Tyrants" (faixa extra)                                                                                                 | 4:27    |  |
| 11.                          | "Visual Aggression" (faixa extra) | 4:10    |  |
| 12.                          | "Suicidal Winds" (faixa extra) | 4:36    |  |

- Foi lançada em 1999 uma coletânea com o nome Morbid Tales/Emperor's Return com as faixas de ambos os álbuns.

## Créditos
| Críticas profissionais | Críticas profissionais |
| Avaliações da crítica  | Avaliações da crítica  |
| Fonte                  | Avaliação              |
| ---------------------- | ---------------------- |
| The Metal Crypt        | [ 4 ]                  |
| Sputnik                | [ 5 ]                  |

- Tom G. Warrior - guitarra, voz, efeitos
- Martin Eric Ain - baixo, vocal de apoio, efeitos
- Stephen Priestly - bateria, percussão (músico convidado)

Participações
- Horst Müller : vocal adicional (faixas 3, 5 & 7)
- Hertha Ohling : vocal adicional (faixa 6)
- Oswald Spengler : violino (faixas 7 & 8)